# Bill Armstrong
William Craig "Bill" Armstrong, född 18 maj 1970, är en kanadensisk idrottsledare, befattningshavare och före detta professionell ishockeyback. Han är general manager för ishockeyorganisationen Utah Mammoth i National Hockey League (NHL).

## Spelare
Han spelade nio säsonger som proffs och spelade i Hershey Bears och Providence Bruins i American Hockey League (AHL) och Cleveland Lumberjacks i International Hockey League (IHL). Innan dess spelade han för juniorlagen Toronto Marlboros, Dukes of Hamilton, Niagara Falls Thunder och Oshawa Generals i Ontario Hockey League (OHL). Armstrong blev också draftad av Philadelphia Flyers i 1990 års NHL-draft som 46:e spelare totalt.

### Statistik
| 1987–1988  | Toronto Marlboros     | OHL        | 64  | 1 | 10 | 11 | 99   | 4  | 0 | 0 | 0 | 0  |
| 1988–1989  | Toronto Marlboros     | OHL        | 64  | 1 | 16 | 17 | 82   | 6  | 0 | 2 | 2 | 6  |
| 1989–1990  | Dukes of Hamilton     | OHL        | 18  | 0 | 2  | 2  | 38   | —  | — | — | — | —  |
|            | Niagara Falls Thunder | OHL        | 4   | 0 | 1  | 1  | 13   | —  | — | — | — | —  |
|            | Oshawa Generals       | OHL        | 41  | 2 | 8  | 10 | 115  | 17 | 0 | 7 | 7 | 39 |
| 1990–1991  | Hershey Bears         | AHL        | 56  | 1 | 9  | 10 | 117  | —  | — | — | — | —  |
| 1991–1992  | Hershey Bears         | AHL        | 80  | 2 | 14 | 16 | 159  | 3  | 0 | 0 | 0 | 2  |
| 1992–1993  | Hershey Bears         | AHL        | 80  | 2 | 10 | 12 | 205  | —  | — | — | — | —  |
| 1993–1994  | Providence Bruins     | AHL        | 66  | 0 | 7  | 7  | 200  | —  | — | — | — | —  |
| 1994–1995  | Providence Bruins     | AHL        | 75  | 3 | 10 | 13 | 244  | 13 | 0 | 2 | 2 | 8  |
| 1995–1996  | Cleveland Lumberjacks | IHL        | 63  | 1 | 3  | 4  | 183  | 3  | 0 | 0 | 0 | 2  |
| 1996–1997  | Cleveland Lumberjacks | IHL        | 41  | 0 | 6  | 6  | 91   | —  | — | — | — | —  |
|            | Providence Bruins     | AHL        | 13  | 1 | 1  | 2  | 71   | 10 | 0 | 1 | 1 | 26 |
| 1997–1998  | Providence Bruins     | AHL        | 63  | 0 | 4  | 4  | 141  | —  | — | — | — | —  |
| 1998–1999  | Providence Bruins     | AHL        | 6   | 0 | 0  | 0  | 32   | —  | — | — | — | —  |
| AHL totalt | AHL totalt            | AHL totalt | 439 | 9 | 55 | 64 | 1169 | 26 | 0 | 3 | 3 | 36 |
| IHL totalt | IHL totalt            | IHL totalt | 104 | 1 | 9  | 10 | 274  | 3  | 0 | 0 | 0 | 2  |
| OHL totalt | OHL totalt            | OHL totalt | 191 | 4 | 37 | 41 | 347  | 27 | 0 | 9 | 9 | 45 |

## Idrottsledare
Armstrong blev utsedd till assisterande tränare för Providence Bruins under hans sista säsong som spelare. Han blev befordrad till tränare för laget år 2000 och var det fram till 2002 när han blev tränare för Trenton Titans. År 2004 utsågs han till talangscout med inriktning på amatörspelare för St. Louis Blues i NHL. Sex år senare blev han befordrad till att vara chef för dessa. År 2018 fick han utvidgade arbetsuppgifter, när han blev utsedd till även vara assisterande general manager. Han var delaktig till att Blues kunde vinna Stanley Cup för säsongen 2018–2019. Den 17 september 2020 utsågs han till ny general manager för Arizona Coyotes.